# American Viola Society
La American Viola Society è una associazione che sostiene lo studio della viola negli Stati Uniti d'America ed è una sezione della International Viola Society, con sede a Dallas.
La AVS fornisce svariati servizi ai suoi soci e ai violisti di tutto il mondo, tra i quali una "banca della viola", che presta strumenti e archi di buona qualità a studenti e professionisti; la AVS inoltre organizza e sponsorizza importanti concorsi internazionali, come la Maurice Gardner Viola Composition Competition, cura la ricerca storica e pubblica la rivista The Journal of the American Viola Society (JAVS). La AVS finanzia anche la Primrose International Viola Competition, uno dei più importanti concorsi violistici al mondo, e ospita frequentemente l'International Viola Congress.

## Storia
La AVS è nata nel 1971, fondata da Myron Rosenblum sotto il nome di American Viola Research Society, come sezione americana della Viola-Forschungsgellschaft (quella che sarebbe poi diventata l'attuale International Viola Society). Il nome è stato cambiato nel 1978 in American Viola Society per riflettere meglio gli interessi dei suoi membri, che non si limitano alla ricerca storica, e non scoraggiare così possibili nuove adesioni. Nel 1979 David Dalton ha istituito la Primrose International Viola Competition, in onore del grande violista William Primrose, e nello stesso anno la AVS ha commissionato a George Rochberg la composizione di una sonata per viola dedicata al settantacinquesimo compleanno di Primrose.
La AVS ha cominciato a pubblicare una newsletter negli anni Settanta e, vista la crescente dimensione di queste ultime, nel 1985 la AVS ha creato una vera e propria rivista, il Journal of the American Viola Society (JAVS). Il JAVS è stata una importante fonte bibliografica per la ricerca violistica e ha pubblicato articoli di grande importanza, come una serie di pubblicazioni sulla genesi del concerto per viola di Bartók. Un importante contributore della rivista e archivista del PIVA è stato David Dalton, cui la AVS, dopo il suo ritiro, ha dedicato la David Dalton Viola Research Competition.
La AVS ha iniziato a fondare capitoli locali negli anni Novanta, presenti in dodici stati degli USA, che spesso formano dei propri ensemble di viole e organizzano festival locali.

## Pubblicazioni digitali
Nel 2010 la AVS ha iniziato a digitalizzare musica, sotto il marchio AVS Publications. La maggior parte degli spartiti sono di compositori americani e rientrano nell'"American Viola Project", che ha lo scopo di raccogliere, pubblicare e tramandare la musica per viola statunitense. Tali pubblicazioni includono musiche di compositori celebri, come Quincy Porter, Arthur Foote e Michael Colgrass, ma anche di autori minori. Altre priorità della pubblicazione riguardano la musica per più viole e la pubblicazione di quelle cantate di Johann Sebastian Bach nelle quali la viola ha un ruolo significativo.

## Presidenti
- Myron Rosenblum, fondatore (1971–1981)
- Maurice Riley (1981–1986)
- David Dalton (1986–1990)
- Alan de Veritch (1990–1994)
- Thomas Tatton (1994–1998)
- Peter Slowik (1998–2002)
- Ralph Fielding (2002–2005)
- Helen Callus (2005–2008)
- Juliet White-Smith (2008–2011)
- Nokuthula Ngwenyama (2011–2014)